# John Adams
John Adams (Braintree, 30 ottobre 1735 – Quincy, 4 luglio 1826) è stato un politico statunitense, secondo presidente degli Stati Uniti d'America (1797-1801) e primo vicepresidente (1789-1797).
Padre fondatore degli Stati Uniti d'America, fu il primo presidente a vivere alla Casa Bianca.

## Biografia

### Primi anni
Adams nacque a Braintree, nel Massachusetts, il 30 ottobre 1735, da una famiglia di coloni inglesi benestanti. Infatti suo padre, John Adams senior, era un piantatore la cui famiglia era originaria del Devonshire e si vantava di possedere da oltre un secolo terre e case nel New England. La madre era invece Susanna Boylston. Dopo la laurea in legge, ottenuta ad Harvard nel 1755, Adams divenne prima maestro di scuola e poi, ottenuta l'abilitazione giuridica nel 1758, intraprese la carriera forense e si mise in luce come ottimo oratore ed abile avvocato.
Durante gli anni della guerra franco-indiana, Adams andò sviluppando la teoria secondo la quale anche le tredici colonie inglesi in America avrebbero potuto divenire una nazione unita e potente, sganciata politicamente dalla madrepatria. Per questo motivo, Adams fu un fervente sostenitore delle prerogative delle colonie contro le imposizioni della corona inglese: ad esempio, nel 1765 prese posizione contro l'attuazione dello Stamp Act, che imponeva un'imposta sul bollo che veniva impresso su documenti, giornali e fatture commerciali, suscitando nelle colonie una vivace protesta. Anche Adams supportò le argomentazioni presentate dai Whigs del Massachusetts contro la tassazione senza rappresentanza parlamentare, venendo scelto come uno dei rappresentanti della città di Boston per perorare questa tesi (divenuta poi il cavallo di battaglia dei rivoluzionari americani) di fronte al governatore e al consiglio coloniale.
Negli anni che precedettero la Guerra d'indipendenza americana, Adams si avvicinò alla politica e pubblicò alcuni saggi sui tipi di organizzazione sociale e politica delle comunità di coloni nel Nuovo Mondo, come Novanglus or history of the dispute with America, pubblicato nel 1764 in cui si riassumeva questa tesi: ossia che le colonie non avevano mai riconosciuto l'autorità del Parlamento di Londra, anzi avevano più volte protestato contro di esso per la mancanza di rappresentanza parlamentare da parte delle colonie americane. Esse avevano solo fatto delle concessioni, ma non per i loro affari interni, bensì sulle relazioni con la madrepatria, come gli Acts of Trade (leggi sul commercio), che erano stati accettati dalle colonie come dei veri e propri trattati di commercio, da considerarsi come volontaria cessione di poteri da parte di esse, che consentiva al Parlamento inglese di intervenire sulle relazioni commerciali con i coloni, non nei loro affari interni. Questa posizione fu sostenuta da Adams per tutta la durata della rivoluzione americana come bandiera ideologica dei rivoltosi.

### Il ruolo durante la Rivoluzione americana
In virtù delle sue accese idee di autonomia delle colonie, Adams nel 1774 e nel 1775 fu il delegato del Massachusetts al primo e al secondo Congresso continentale tenutosi a Filadelfia: qui fu uno dei più accesi sostenitori della secessione e dell'indipendenza delle colonie dall'Inghilterra e tra i promotori dell'affidamento del comando in capo del neo-costituito esercito rivoluzionario al virginiano George Washington, che aveva grande esperienza militare per via della sua partecipazione alle guerre franco-indiane. Adams fece inoltre parte del comitato di redazione che preparò la Dichiarazione di indipendenza degli Stati Uniti d'America, proclamata il 4 luglio 1776.
Contrario ad un'alleanza politica e militare con la Francia e desideroso piuttosto del mantenimento di uno status quo della futura nazione americana con le potenze europee, nel 1778 Adams raggiunse Benjamin Franklin in Europa, in qualità di rappresentante diplomatico a Parigi, al posto di Silos Deane, giungendo nella capitale francese quando il trattato di alleanza franco-statunitense era stato già firmato, il 6 febbraio di quell'anno. Rientrato in America, fu subito rimandato in Europa nel settembre del 1779 come ambasciatore a Londra, dove pareva possibile un'intesa tra i ribelli e il governo inglese. Fallite le trattative, Adams nel luglio del 1780 fu a L'Aia, dove negoziò con successo il prestito olandese alle colonie americane e stipulò un trattato di amicizia e commercio che, nella sua ottica, doveva allargare l'impegno diplomatico americano per contrastare l'influenza francese. Proprio per dar vita ad una politica estera statunitense indipendente, come diplomatico a Parigi tra il 1782 e il 1783 insieme a Franklin, negoziarono il trattato di Parigi del 3 settembre 1783, che mise fine alla guerra con la Gran Bretagna con il riconoscimento dell'indipendenza delle tredici colonie. Durante i negoziati, Adams sostenne la tesi dell'isolamento in seno alla delegazione statunitense, volendo condurre direttamente le trattative con i plenipotenziari inglesi senza consultare il governo francese, secondo le istruzioni del Congresso continentale.

### Vicepresidente degli Stati Uniti
Conclusa la pace e cessate le ostilità, nel 1785 Adams fu nominato ambasciatore a Londra, dove scrisse un'opera politica, Defense of constitution of the government of United States, pubblicato nel 1788, dove espose le sue concezioni politiche.
All'inizio del 1789, rientrato negli Stati Uniti dopo quattro anni di attività diplomatica, fu eletto come primo vicepresidente del Paese, con George Washington come presidente eletto. Giunto a New York prima di Washington, Adams giurò come vicepresidente il 21 aprile 1789, nove giorni prima del giuramento di Washington stesso.
Il periodo della sua vicepresidenza, durata otto anni, fu oscuro e tormentato, a partire dai non facili rapporti con Washington, a causa sia del suo carattere che delle sue teorie politiche, che lo portarono ad aderire, nel 1792, al Partito Federalista, fondato da Alexander Hamilton, segretario al tesoro della prima amministrazione statunitense, che sostenevano la creazione di un governo centrale forte e di una politica economica protezionistica che favorisse l'industria e il commercio. In netta contrapposizione con questa visione politica c'era Thomas Jefferson, primo Segretario di Stato di Washington, uno degli autori della Dichiarazione d'indipendenza, il cui partito, il Partito Democratico-Repubblicano propugnava l'autonomia dei singoli Stati rispetto al governo federale e un'economia basata sulla piccola proprietà fondiaria. I contrasti in seno all'amministrazione federale spinsero nel 1793 Jefferson a dimettersi, mentre Adams, pur riconfermato alla vicepresidenza anche durante il secondo mandato di Washington, nell'ultimo periodo fu quasi del tutto emarginato dal presidente.

### La presidenza
Dopo il rifiuto di Washington a ricoprire un terzo mandato, nel novembre del 1796 Adams fu il candidato del suo partito per le elezioni presidenziali, sfidando il rivale Jefferson. All'epoca il sistema elettorale statunitense prevedeva che il candidato che raccoglieva il maggior numero di voti diveniva presidente, mentre il secondo arrivato sarebbe divenuto vicepresidente; ciò favoriva l'elezione di politici di schieramenti diversi. Adams riuscì a vincere con 71 voti, mentre il suo candidato alla vicepresidenza, Thomas Pinckney, ottenne 59 voti, venendo superato però da Jefferson per soli nove voti di differenza; di contro l'aspirante compagno di corsa di Jefferson, Aaron Burr, si fermò al quarto posto con 30 voti.
Fu così che il 4 marzo 1797 Adams succedette a Washington nella carica di presidente degli Stati Uniti d'America, mentre il suo rivale Jefferson divenne il suo vicepresidente. Gli anni della presidenza furono i più duri e i più difficili per il politico statunitense: il suo mandato fu infatti tormentato dai contrasti con le più eminenti personalità politiche del tempo (Washington, Jefferson, Hamilton), alimentati dalle tendenze autoritarie del nuovo presidente.
Ciò divenne manifesto quando sorse la minaccia di un'imminente guerra con la Francia e la conseguente polemica che accompagnò l'approvazione degli Alien and Sedition Acts, elementi dominanti gli anni della sua amministrazione. La crisi diplomatica con la Francia rivoluzionaria scoppiò già nel maggio del 1796, quando il governo francese, dominato dal Direttorio, irritato dagli accordi commerciali tra Stati Uniti e Inghilterra e a corto di mezzi per proseguire le guerre in Europa, emanò un'ordinanza che permetteva alla Marina militare francese di requisire i mercantili statunitensi. Nel luglio del 1797 Adams decise l'invio a Parigi di una delegazione diplomatica per risolvere il contenzioso franco-statunitense, composta da Charles Cotesworth Pinckney, John Marshall ed Elbridge Gerry; i tre diplomatici statunitensi tentarono di incontrarsi con il ministro degli Esteri francese Talleyrand, ma invece furono avvicinati dai canali informativi del Ministero degli Esteri, rappresentati da tre agenti del ministro, Jean Hottinguer, Pierre Bellamy e Lucien Hauteval, denominati rispettivamente con le lettere X, Y e Z, i quali chiesero tangenti per Talleyrand e un prestito per la Francia prima di intavolare qualsiasi trattativa diplomatica. Sebbene queste pratiche fossero abituali nella diplomazia europea, i tre delegati statunitensi ne rimasero scandalizzati e abbandonarono il Paese europeo senza avviare colloqui formali per risolvere la disputa. Questo incidente internazionale, noto come affare XYZ, aggravò al massimo la tensione tra i due Stati, tanto che negli Stati Uniti provocò un risentimento anti-francese talmente forte da portare ad una quasi-guerra tra il 1798 e il 1800. I federalisti approfittarono allora della rabbia nazionale per un rafforzamento militare della Nazione (fu in questo periodo che venne creata la United States Navy) e attaccarono il partito di Jefferson per le sue posizioni filo-francesi (sotto la sua presidenza Jefferson ottenne il dominio sulla Louisiana francese).
Fu proprio in questo clima di ostilità che Adams, tra il giugno e il luglio del 1798, riuscì a far approvare dal Congresso un pacchetto di quattro leggi (note come Alien and Sedition Acts), largamente impopolari che limitavano fortemente i diritti degli stranieri presenti negli Stati Uniti: limitazione delle richieste di cittadinanza da parte dei forestieri; facoltà del presidente di dichiarare nemico, in caso di guerra, il cittadino della nazionalità coinvolta presente sul territorio statunitense; espulsione dei cittadini stranieri ritenuti pericolosi; persecuzione penale per chiunque avesse denigrato pubblicamente e a mezzo stampa il presidente, il governo o il Congresso. I democratico-repubblicani attaccarono violentemente il pacchetto di leggi federali, ritenendole anticostituzionali, anche perché gli arrestati per offese contro il governo erano della loro fazione politica.
Frattanto, la tensione con la Francia era arrivata ad un punto così alto che Adams conferì nuovamente a Washington, che si era ritirato a vita privata in Virginia, il comando supremo delle forze armate, nella prospettiva di una guerra tra i due Paesi. Questa fu scongiurata infine nel 1799, quando Adams autorizzò la ripresa dei negoziati con Parigi, dove il Direttorio era stato rovesciato dal generale Napoleone con il Colpo di Stato del 18 brumaio. I negoziati sfociarono infine nella convenzione del 1800 (detta anche trattato di Mortefontaine), che pose fine alle ostilità e venne ratificato dal Senato nel dicembre 1801.
Altre importanti decisioni prese durante l'amministrazione Adams furono l'incoraggiamento alla colonizzazione del West, lo spostamento della capitale statunitense nella nuova città di Washington, così chiamata in onore del primo presidente e creata su un distretto federale con leggi proprie e la nota vicenda dei "midnight judges" (ossia la nomina, a poche ore dallo scadere del suo mandato, di molti giudici federali), sfociata nel 1803 nella celebre sentenza del caso "Marbury contro Madison", scritta dal presidente della Corte suprema Federale John Marshall (ex segretario di Stato dello stesso Adams).
L'approvazione delle leggi autoritarie che restringevano i diritti degli stranieri e le tendenze autoritarie del presidente provocarono molta impopolarità ad Adams, determinando la sua sconfitta e quella del Partito federalista nelle elezioni del 1800, vinte da Jefferson, che divenne il terzo presidente degli Stati Uniti.

### Ultimi anni
Adams si ritirò a Quincy, nel Massachusetts. Alla fine riprese la sua amicizia con Jefferson avviando una corrispondenza che durò 14 anni. Adams e sua moglie Abigail, che morì nel 1818, hanno creato una famiglia che ha contribuito alla vita politica e intellettuale americana per più di 150 anni. Si dedicò all'educazione del figlio John Quincy Adams, che divenne nel 1825 il sesto presidente degli Stati Uniti d'America.
Morì il 4 luglio 1826, a 90 anni, il giorno stesso del cinquantenario della Dichiarazione d'indipendenza. Lo stesso giorno morì anche il suo amico e avversario Thomas Jefferson. John Adams venne sepolto presso la United First Parish Church di Quincy, nel Massachusetts.